# (310) Маргарита
(310) Маргарита (лат. Margarita) — небольшой астероид главного пояса, который был открыт 16 мая 1891 года французским астрономом Огюстом Шарлуа в обсерватории Ниццы. Происхождение названия неизвестно.

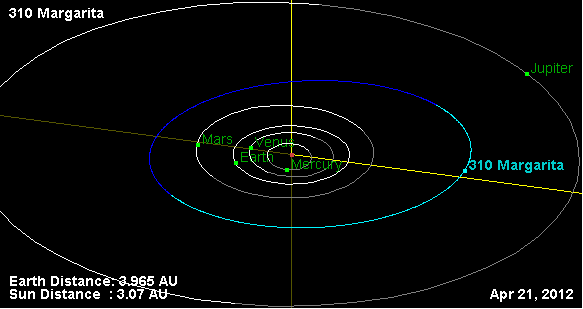
Орбита астероида Маргарита и его положение в Солнечной системе